# Antonio Carluccio
Antonio Carluccio (Vietri sul Mare, 19 aprile 1937 – Londra, 8 novembre 2017) è stato un cuoco, imprenditore e personaggio televisivo italiano.
A lungo attivo soprattutto nel Regno Unito e considerato "il padrino della gastronomia italiana", fece numerose apparizioni in programmi televisivi e ne condusse uno  per la BBC, Two Greedy Italians,  insieme al collega Gennaro Contaldo.

## Biografia

### Origini e carriera
Nato a Vietri sul Mare, sulla costiera amalfitana, Antonio Carluccio era il quinto di sei fratelli. Suo padre era impiegato come dirigente locale. 
Si trasferì per un breve periodo a Castelnuovo Belbo prima e Borgofranco d'Ivrea poi. Servì successivamente nella marina militare per poi lavorare come giornalista per La Stampa a Torino e successivamente come tecnico e rappresentante di vendita per le macchine da scrivere Olivetti.
All'età di 21 anni si trasferì a Vienna per studiare lingue. Visse in Germania per 13 anni lavorando come commerciante di vini ad Amburgo, seguendo poi la stessa professione nel Regno Unito. Nel 1981 divenne manager del Neel Street Restaurant di suo cognato Terence Conran nel quartiere londinese di Covent Garden. 
In tutta la sua carriera di oltre 50 anni scrisse diversi libri di cucina italiana oltre ad apparire in vari programmi televisivi, lavorando insieme al collega Gennaro Contaldo al programma televisivo Two Greedy Italians. 
Nel 1998 ricevette l'Ordine al merito della Repubblica Italiana e nel 2007 l'Ordine dell'Impero Britannico.

### Morte
Morì nella sua casa a Londra all'età di 80 anni l'8 novembre 2017 a seguito di un incidente domestico causato da una brusca caduta.